# Der Fluch der grünen Augen
Der Fluch der grünen Augen ist ein 1963 entstandener deutscher Horror- und Vampirfilm mit Adrian Hoven und Wolfgang Preiss in den Hauptrollen.

## Handlung
Sieben Frauenmorde lassen die örtliche Polizei in einem verschlafenen Bergdorf auf dem Balkan ziemlich ratlos zurück. Daher wird Interpol gebeten, einen Experten zu entsenden. Der heißt Inspektor Frank Doren und ist Amerikaner. Doren stellt fest, dass jedes Mal dann ein Mädchen stirbt, wenn im Dorf der Strom ausfällt. Danach verschwinden die Leichen. Kaum ist er angekommen, fällt mal wieder der Strom aus; selbst Dorens Auto springt nicht mehr an. Diesmal ist Maria das Opfer, die Köchin des Wirtshauses, in dem er untergekommen ist. Trotz seines Versuches, sich als Tourist zu tarnen, weiß bald die gesamte Dorfgemeinschaft, dass Doren von Interpol geschickt wurde, was ihm seine Arbeit nicht eben erleichtert.
Doren setzt seine Nachforschungen fort, verdächtig machen sich mehrere mehr oder weniger skurrile Einwohner: so etwa der Wirt, der in der Nacht vor dem letzten Mord versucht hatte, sich Maria gefügig zu machen, oder der undurchsichtige Dorfarzt, der nach jeder Leichenbeschau trotz eindeutiger Bisswunden an der Kehle der jungen Frauen stereotyp auf seiner Diagnose „Herzversagen“ beharrt. Auch der taube, tumbe Thomas ist auf eine ungebührliche Weise recht nachtaktiv, und eine alte Wahrsagerin schwadroniert von angeblichen Vampiren, die diese Gegend unsicher machen sollen. Alle haben eines gemeinsam: Sie fürchten sich vor einer ominösen Grotte in der Nähe des Dorfes.
Große Furcht eint die Dorfgemeinschaft auch vor dem geheimnisvollen Professor von Adelsberg, der auf seinem hochgelegenen Schloss angeblich an einer wissenschaftlichen Studie zum Thema „Blut“ arbeitet. Ihm zu Diensten ist die junge, hübsche Assistentin Karin Schumann. Frank Doren braucht nicht lange, um herauszufinden, dass der kultivierte Adelige mit der Aura des Unheimlichen hinter den mysteriösen Vorgängen stecken muss. Doren findet rasch Gefallen an des Professors Assistentin, und beide verlieben sich ineinander. Bald erkennt er, dass sich Karin in höchster Gefahr befindet, ist ihr Chef doch der gesuchte Vampir, der die toten Frauen auf dem Gewissen hat. Mit Hilfe von Adelsbergs schwarzem Diener John können sie den Sarg des Vampirs in der Tropfsteinhöhle unterhalb der Burg ausfindig machen. Dort hat er sich die sieben mutmaßlich ermordeten Frauen als untote Vampirinnen gefügig gemacht. Ehe der untote Unhold zu einer neuen Bluttat auferstehen kann, pfählt ihn Doren mit einem Holzpflock. Adelsbergs zerfallender Körper geht bei einer kleinen Explosion in Flammen auf.

## Produktionsnotizen
Der Fluch der grünen Augen wurde 1963 in Jugoslawien gedreht. Als Hauptschauplatz diente die Höhlenburg Predjama in der Nähe von Postojna. Die deutsche Erstaufführung war am 10. April 1964. Manchmal wird der Streifen auch unter dem reißerischen Zweittitel „Blutrausch der Vampire“ geführt.

## Kritiken
„Mischung von Kriminal- und Gruselgeschichte, in der Glaube und Aberglaube in plumper Weise verquickt sind.“

Paimann’s Filmlisten resümierte: „Diese naiv-gruselige Fabel ist mit an der Oberfläche bleibenden Schauspielern herkömmlich aufbereitet“.

„Lebhafter Horrorfilm“

„Sehr spannend ist das Ganze jedenfalls einmal nicht, kaum aufregender als eine Folge von "Der Kommissar". Der Film strahlt etwas hoffnungslos veraltetes aus, besonders wenn man bedenkt, was in den Jahren zuvor schon von Hammer oder von Mario Bava vorgelegt worden war, auch die deutschen Wallace- und Mabuse-Filme waren damals bereits wesentlich rasanter.
Das Drehbuch ist geschwätzig und unbeholfen, die Regie träge und schwerfällig. Der gesamte Film wirkt etwas blutleer.“